# شرحبيل بن ورس الهمداني

شرحبيل بن ورس الهمداني قائد كان في جيش المختار الثقفي  ذهب شرحبيل على رأس ثلاثة آلاف مقاتل صوب المدينة ومن ثم إلى مكة بغية محاصرة عبد الله بن الزبير إلا أنه قُتل بمكيدة دبرها بن الزبير وعاد بقية جيشة إلى البصرة.